# Ionolyce caracalla
Ionolyce caracalla är en fjärilsart som beskrevs av Waterhouse och Charles Lyell 1914. Ionolyce caracalla ingår i släktet Ionolyce och familjen juvelvingar. Inga underarter finns listade i Catalogue of Life.